# 林瀚 (棒球運動員)
林瀚（1985年1月24日—），本名林一宏，台灣棒球選手，出身於台北市，投打習慣為右投右打，守備位置為游擊手。

## 簡介
2009年1月，在特別選秀會中被統一獅隊相中後，因對獅隊開出的簽約金以及月薪無法達成共識，於是在該年的經典賽後選擇回合庫。於同年2月，表示絕不會加入職棒選秀會，將留在合庫。 

## 經歷
- 台北市東園國小少棒隊
- 台北市華興中學青少棒隊
- 台北市華興中學青棒隊
- 台北縣輔仁大學棒球隊（中興保全、泰安產險）
- 合作金庫棒球隊（2007年）
- 中華職棒中信鯨隊代訓球員（2008年）
- 合作金庫棒球隊（2009年～）

## 生涯榮譽
- 2004年 -- 第六屆梅花旗全國大學棒球錦標賽明星球員獎－游擊手。
- 2006年 -- 2006年協會盃全國成棒年度大賽打擊獎第十二名(0.368)。
- 2006年 -- 世界大學棒球錦標賽對戰古巴隊，第15局擊出再見安打，帶領中華隊晉級決賽。
- 2007年 -- 96年甲組成棒春季聯賽打擊獎第十八名(0.323)。
- 2009年 -- 第二十五屆亞洲棒球錦標賽最佳11人－游擊手獎。
- 2010年 -- 2010年協會盃全國成棒年度大賽打擊獎第五名(0.411)。
- 2011年 -- 100年全國成棒甲組春季聯賽打擊獎第十一名(打擊率:0.403)。
- 2011年 -- 6月29日第十三屆荷蘭港口盃當中對戰庫拉索隊，二局下從先發投手Gregory Gustina手中擊出陽春全壘打。
- 2011年 -- 第十三屆荷蘭港口盃最有價值球員、打擊王、人氣王。
- 2011年 -- 7月11日2011年加拿大世界棒球挑戰賽當中對戰古巴隊，並從Vicyohandri Odelín手中擊出全壘打。
- 2011年 -- 2011年加拿大世界棒球挑戰賽最佳二壘手。
- 2011年 -- 8月5日第一屆海峽兩岸棒球對抗賽當中對戰江蘇隊，擊出滿貫砲、單場六打點表現。
- 2011年 -- 10月4日第三十九屆世界盃棒球錦標賽當中對戰巴拿馬隊，一局下便擊出首局首打席全壘打。
- 2012年 -- 101年全國成棒甲組春季聯賽打擊獎第十六名(打擊率：0.370)。
- 2013年 -- 8月20日第四屆加拿大世界棒球挑戰賽當中對戰古巴隊擊出全壘打。
- 2014年 -- 103年全國社會甲組棒球冬季巡迴賽打擊獎（打擊率：0.447）。

## 外部連結
- 林瀚在台灣棒球維基館上的頁面（繁體中文）